# Église Saint-Estève de Biure
L'église Saint-Estève de Biure est un édifice religieux baroque situé dans la commune de Biure, en Catalogne (Espagne). Elle est classée dans l'Inventaire du patrimoine architectural de Catalogne.

## Description
L'église est située au sein du village sur la Place de la Constitution. Construite en pierre, l'église Saint-Estève est constituée d'une seule nef, avec des chapelles latérales et un chevet polygonal. La nef est couverte d'une voûte en berceau et de voûtes d'arêtes et soutenue par des arcs-doubleaux appuyés contre les murs latéraux. L'abside est également couverte d'une voûte d'arêtes polygonale. Enfin, le clocher a une base carrée et une partie supérieure octogonale.

## Historique
L'église d'origine est mentionnée pour la première fois dans un document de 1107 sous le nom de Sancti Stephani de Benevivere. Elle apparaît ensuite en 1279 et 1280 dans les Rationes decimarum sous le nom de ecclesia de Biure, puis au XIVe siècle comme église paroissiale ecclesia parrochialis sancti Stephani de Biure. Elle est reconstruite au début du XVIIIe siècle.
Une fenêtre de la sacristie figure la date de 1703 gravée sur son linteau. À l'extérieur, sur la façade principale, on trouve la date de 1702 gravée au-dessus du portail. Un bénitier présente quant à lui la date de 1627.